# Nick Straker Band
Nick Straker Band byla popová hudební skupina z Londýna (Anglie), kterou vedl hudebník a zpěvák Nick Straker (pravým jménem Nick Bailey). Kapela měla několik hitů v americké "Billboard Hot Dance Club" hitparádě. Tato skupina mimo jiné sdružovala několik členů kapely "New Musik". Jejich nejúspěšnější píseň v USA, "A Little Bit of Jazz", strávila jeden týden v Hot Dance hitparádě na #1 příčce. Další jejich úspěšná píseň, "A Walk in the Park", skórovala příčkou #20 ve Velké Británii (UK Singles Chart) v roce 1980, o rok dříve tedy v roce 1979 "A Walk in the Park" byl hit v kontinentální Evropě.
Do této skupiny patří následující hudebníci Tony Mansfield, Pete Hammond, Phil Towner, John McShearer a Nick Bailey.

## Diskografie

### Singly
| Rok  | Název                                     | Club Play Singles | UK Top 75 | R&B singles | German Singles Chart |
| ---- | ----------------------------------------- | ----------------- | --------- | ----------- | -------------------- |
| 1980 | "A Walk In The Park"                      | -                 | #20       | -           | #3                   |
| 1980 | "Don't Come Back"                         | -                 | -         | -           | #63                  |
| 1980 | "Leaving On The Midnight Train"           | –                 | #61       | –           | #73                  |
| 1981 | "A Little Bit Of Jazz"/"The Last Goodbye" | #1                | -         | #35         | -                    |
| 1982 | "Like Dust"                               | –                 | -         | –           | -                    |
| 1982 | "Straight Ahead"                          | –                 | -         | –           | -                    |
| 1983 | "You Know I Like It"                      | –                 | -         | –           | -                    |
| 1983 | "Against the Wall"                        | –                 | -         | –           | -                    |
| 1984 | "Turn Me Down"                            | –                 | -         | –           | -                    |
| 1984 | "Must You Dance"                          | –                 | -         | –           | -                    |
| 1984 | "It Only Takes a Minute"                  | –                 | -         | –           | -                    |
| 1987 | "A Walk In The Park (PWL Mix)"            | –                 | -         | –           | -                    |
| 1997 | "A Walk In The Park '97 Remix"            | –                 | #87       | –           | -                    |

### Alba
| Název                                          | Datum vydání | Příčka             | Příčka    | Informace                                          |
| Název                                          | Datum vydání | U.S. Billboard 200 | UK Albums | Informace                                          |
| ---------------------------------------------- | ------------ | ------------------ | --------- | -------------------------------------------------- |
| "Future's Above My Head" (německá LP)          | 1979         | –                  | –         | - Producent: Nick Bailey, Jeremy Paul              |
| "A Walk In The Park" (US)                      | 1980         | –                  | –         | - Producent: Nick Bailey, Paul Lynton, Jeremy Paul |
| "The Nick Straker Band" (US)                   | 1981         | –                  | –         | - Producent: Nick Straker Band                     |
| "Nick Straker"                                 | 1983         | –                  | –         | - Producent: Nick Bailey                           |
| "The Best of Nick Straker: A Walk in the Park" | 1993         | –                  | –         | - Producent: neznámý                               |